# Yang Wenyi
Yang Wenyi (Chinees: 楊文意) (Shanghai, 11 januari 1972) is een Chinees zwemmer.

## Biografie
Yang won tijdens de Olympische Zomerspelen van 1988 de zilveren medaille medaille op de 50m vrije slag.
Tijdens de Aziatische Spelen 1990 won Yang vier gouden medailles. 
Yang behaalde haar grootste succes met het winnen van olympisch goud op de 50m vrije slag en de zilveren medaille op de 4x100m vrije slag tijdens de spelen van Barcelona.

## Internationale toernooien
| Jaar | Olympische Spelen                                            | Wereldkampioenschappen              | Aziatische Spelen                                                     |
| ---- | ------------------------------------------------------------ | ----------------------------------- | --------------------------------------------------------------------- |
| 1988 | 50m vrije slag · 4e 4x100m vrije slag · DQ 4x100m wisselslag |                                     |                                                                       |
| 1989 |                                                              |                                     |                                                                       |
| 1990 |                                                              |                                     | 50m vrije slag · 100m rugslag · 4x100m vrije slag · 4x100m wisselslag |
| 1991 |                                                              | 1e 50m rugslag (demonstratienummer) |                                                                       |
| 1992 | 50m vrije slag · 4x100m vrije slag                           |                                     |                                                                       |

1988: Kristin Otto ·
1992: Yang Wenyi ·
1996: Amy Van Dyken ·
2000: Inge de Bruijn ·
2004: Inge de Bruijn ·
2008: Britta Steffen ·
2012: Ranomi Kromowidjojo ·
2016: Pernille Blume ·
2020: Emma McKeon ·
2024: Sarah Sjöström